# Condado de Davis (Utah)
O Condado de Davis (em inglês:  Davis County) é um dos 29 condados do estado americano do Utah. A sede do condado é Farmington, e sua maior cidade é Layton. Foi fundado em 1852.
O condado tem uma área de 1 642 km², dos quais 774 km² estão cobertos por terra e 868 km² por água, uma população de 306 479 habitantes, e uma densidade populacional de 396 hab/km² (segundo o censo nacional de 2010). É o terceiro condado mais populoso do Utah.